# 야마구치 모토히로
야마구치 모토히로(일본어: 山口 素弘, 1969년 1월 29일 ~ )는 일본의 은퇴한 축구 선수로 현역 시절 포지션은 미드필더였다.

## 선수 시절

### 클럽
1991년 요코하마 플뤼겔스 입단 후 1998년까지 7년동안 공식전 260경기 38골을 기록하며 J리그 1996 3위, 2번의 J리그컵 4강 진출, 천황배 2회 우승 및 1회 준우승, 1994-95년 아시안 컵위너스컵 우승, 1995년 아시안 슈퍼컵 우승 등에 이바지했으며 2회 연속 J1리그 베스트 11에도 선정되었다.
그 후 1999년부터 2002년까지 나고야 그램퍼스 소속으로 공식전 141경기 7골을 기록하며 J리그 디비전 1 1999 4위, J리그컵 3번의 4강 진출, 천황배 1999 시즌 우승 등에 기여했고 2003년부터 2005년까지는 알비렉스 니가타 소속으로 공식전 94경기 6골로 J리그 디비전 2 2003 우승에 공헌했다.
그 뒤 2005 시즌 중반 무렵 요코하마 FC로 이적해 2007년까지 91경기에 출장하며 J리그 디비전 2 2006 우승에 기여하는 등 프로 경력 16년동안 공식전 586경기 51골을 기록한 뒤 현역 은퇴를 선언했다.

### 국가대표팀
나이지리아와의 1995년 킹 파흐드컵 B조 1차전에서 국제 A매치 데뷔전을 치른 후 대한민국과의 1995년 다이너스티컵 결승전에서 A매치 데뷔골을 신고했으며 팀은 승부차기까지 가는 접전 끝에 5-3으로 꺾고 우승을 차지했다.
그 후 1996년 AFC 아시안컵 본선 4경기에 모두 풀타임으로 출전했으나 팀은 8강에서 쿠웨이트에 패하며 2회 연속 아시안컵 4강 진출 도전에 실패했고 홈에서 열린 1998년 FIFA 월드컵 아시아 지역 최종 예선 B조 3차전에서 후반 22분 선제골을 터뜨렸으나 상대팀인 서정원과 이민성에게 연속골을 얻어맞고 1-2 역전패를 당하고 말았다.
그 뒤 이란과의 1998년 FIFA 월드컵 아시아 지역 예선 플레이오프에서 오카노 마사유키의 골든골로 3-2의 극적인 승리를 거두며 일본 축구 역사상 첫 월드컵 본선 진출이라는 쾌거를 이뤄낸 후 1998년 FIFA 월드컵 본선에 출전했지만 팀은 본선에서 3전 전패를 당하며 세계 축구의 높은 벽을 실감했다.

## 통계
| 일본 | 일본 | 일본 |
| 연도 | 출전 | 득점 |
| ---- | ---- | ---- |
| 1995 | 14   | 1    |
| 1996 | 13   | 2    |
| 1997 | 22   | 1    |
| 1998 | 9    | 0    |
| 통산 | 58   | 4    |

## 대회 성적

### 클럽
요코하마 플뤼겔스
- J1리그 : 3위 (1996)
- J리그컵 : 4강 (1993, 1997)
- 천황배 : 우승 (1993, 1998), 준우승 (1997)
- 아시안 컵위너스컵 : 우승 (1994-95)
- 아시안 슈퍼컵 : 우승 (1995)

나고야 그램퍼스
- J1리그 : 4위 (1999)
- J리그컵 : 4강 (1999, 2000, 2001)
- 천황배 : 우승 (1999)

알비렉스 니가타
- J2리그 : 우승 (2003)

요코하마 FC
- J2리그 : 우승 (2006)

### 개인
- J1리그 베스트 11 : 1996, 1997